# Havsis

Uppbrutna bitar av havsis med snötäcke.

Havsis är is som bildas på havet när havsvatten fryser. När havsis bildas vid frysning pressas det mesta av havssaltet ut men en del stannar kvar i isen. Havsis täcker cirka 7 % av jordens yta och cirka 12% av världshaven.  Större delen av jordens havsis är packis i Norra ishavet och i Antarktiska oceanen.